# RKHV Volendam
Handbal Volendam of KRAS/Volendam is een Nederlandse handbalvereniging uit Volendam. De vereniging werd op 12 januari 1963 opgericht. Gedurende het bestaan van de vereniging is de herenkant uitgeroeid tot een vaste naam in de hoogste handbalcompetities in Nederland en in de Benelux. Sinds het begin van de 21e eeuw werden er aan de herenkant vele prijzen gewonnen op nationaal niveau.
Sinds 2000 speelt het eerste herenteam in de eredivisie en de BENE-League. Het eerste damesteam speelt tevens sinds 2019 in de eredivisie.

## Geschiedenis

### Ontstaan vereniging (1961 - 1980)
Eind 1961, begin 1962 waren er enkele dames die samen wilden handballen, of althans iets wat daar op leek wilden proberen te beoefenen. Het groepje bestond uit zo'n 6 meiden, en 3 maanden was dat aantal opgelopen tot ongeveer 10. Op 12 januari 1963 werd officieel de handbalvereniging Volendam opgericht. Destijds werd er enkel in de zomer veldhandbal beoefend en in de winter zaalhandbal.
Met zaalhandbal speelde Volendam al haar thuis- en uitwedstrijden in Amsterdam in de oude Rai. Dit gebeurde tot 1972, tot aan de komst van sporthal De Seinpaal in oktober van dat jaar. In deze hal speelde men haar thuiswedstrijden tot aan 2009 toen de Sporthal Opperdam de thuisbasis werd.
Voor het veldhandbal kwam er in 1968 een eigen veld met kleedkamers. In de periode hierna is handbalvereniging Volendam langzaam maar zeker uitgegroeid tot een volwaardige vereniging in handballend Nederland. Het hoogtepunt was toendertijd het Nederlands Kampioenschap veldhandbal in 1979 waar de heren van handbalvereniging Volendam de eerste plaats behaalden.

### Opkomst herenkant (1980 - 2000)
In de jaren tachtig hadden de heren van Volendam het weten te schoppen tot de eerste divisie en waren ook een stabiele factor in deze competitie. Begin jaren negentig ontliepen de heren echter telkens weer ternauwernood degradatie, maar hier kwam halverwege de jaren negentig verandering in. Door de komst van een aantal spelers (Claus Veerman, Marcel Metz, Ruud van den Broeck, Pim Ligthart en Jhonny Greven) werd de weg naar boven ingeslagen.
In 1997 werd het kampioenschap een feit en mochten de heren het in de eredivisie gaan proberen. Dit was echter van korte duur en binnen twee seizoenen speelden ze weer eerste divisie. In 2000 promoveerden zij opnieuw naar de eredivisie.

### Noodlot en vernieuwing handbalvereniging (2000 - 2004)
Op 1 januari 2001 waren veel spelers van de handbalvereniging betrokken bij de nieuwjaarsbrand in café het Hemeltje in Volendam. Handbal stond voor de meeste van hen even niet meer op de eerste plaats en het NHV respecteerde de beslissing van Handbal Volendam om een jaar uit de competitie te stappen en het volgend seizoen opnieuw te starten.
In het seizoen 2002 wist de herenkant van Volendam slechts een paar punten tekort om de kampioenspoule te halen. Het volgende seizoen vond er een wisseling van trainer waarbij trainer George van Noesel werd vervangen door Oleg Boiko. Deze wisseling moest zorgen voor de verdere ontwikkeling van het team. Ondanks het feit dat Boiko tot beste trainer werd uitgeroepen vanwege de topprestaties van het team besloot de club voor het volgende seizoen (2004) verder te gaan met een nieuwe trainer Peter Portengen, die toen nog actief was als trainer bij E&O uit Emmen.
Begin 2004 nam het bestuur van HV KRAS/Volendam nog een bijzondere stap. Ze namen een ex-professioneel basketballer en afgestuurd Sportmanager aan (Joost Ooms) die als taak kreeg de club te moderniseren. Hij schreef het businessplan 2004-2010 en hij kreeg in de geleidelijk de dagelijkse organisatorische en technische leiding van de club.

### Succesjaren herenkant (2004 - 2009)
De eerste echte grote landelijke successen werden gerealiseerd tijdens het seizoen 2005 toen het eerste herenteam, onder leiding van Peter Portengen, voor het eerst in de geschiedenis Kampioen van Nederland werd ten koste van Tachos uit Waalwijk. Het succes werd groots gevierd in het dorp toen de rondrit op de dijk werd gehouden met ongeveer 5000 fans. Portengens successen duurde voort in 2006 en 2007. Dit mede ook door de terugkeer van Marco Beers en de komst van international Patrick Kersten. Portengen en zijn ploeg in wonnen de jaren 2004 tot en met 2006 driemaal het landskampioenschap; tweemaal de Beker van Nederland; tweemaal de Supercup en werd er voor de eerste maal in de geschiedenis een Europacup wedstrijd gewonnen. Tijdens deze jaren werd zelfs 64 op een volgende wedstrijden niet verloren.
Rond eind 2007 gingen Portengen en Volendam uit elkaar, met name in verband met een verschil in inzicht over de toekomst van de club. Gelijk werd Maurice Canton voor twee jaar aangetrokken. Canton kreeg de leiding over de selectie en kreeg de taak de jeugdopleiding van handbalvereniging Volendam op te zetten. In de jaren Canton werd Volendam tweede en vierde in de eredivisie en won eenmaal de Beker van Nederland. Ook werd de A-jeugd van handbalvereniging Volendam kampioen van Nederland. Het bestuur ontving in 2008 de tweede prijs Sportbestuur van het Jaar.

### Maatschappelijke reorganisatie (2009 - 2011)
In het seizoen 2009 koos het management voor een richting en een nieuwe trainer, Martin Vlijm (voorheen trainer van Limburg Wild Dogs). Vlijm won gelijk de SuperCup, bereikte de 3e ronde Europacup, won de Beneliga, Beker van Nederland en ook het kampioenschap van Nederland ten koste van E&O.
Naast de successen van de heren kant was de club tegelijkertijd bezig met een reorganisatie. Het bestuur en management zagen vele kansen op het gebied van maatschappelijk verantwoord ondernemen. Ook was er een basis gedachte dat ons vrijwilligers bestel breder inzetbaar zou moeten kunnen zijn voor de gemeenschap. Het draagvlak voor de reorganisatie en met name de visie erachter was enorm onder de leden en toen Ooms 'kostteloos' voor de Gemeente Edam/Volendam de Buurt, Onderwijs en Sport subsidie binnenhaalde was de eerste stap gemaakt. De gemeente stelde handbalvereniging Volendam de vraag om als eerste handbalclub in Nederland uitvoering te geven aan het reeds binnengehaalde BOS subsidie. In februari 2009 werd Sport-koepel opgericht. In deze stichting werken nog steeds zeer bekwame en sportminded mensen die de gemeenschap aan het bewegen krijgen en houden, ook in de handbalsport. Sport-koepel en handbalvereniging Volendam delen hetzelfde kantoor dat onder leiding staat van Ooms.
In augustus 2009 werd er overgestapt naar een nieuwe clubaccommodatie Sporthal Opperdam. 10 jaar eerder was het bestuur gestart met een lobby voor een nieuwe accommodatie omdat het oude accommodatie niet meer voldeed. De club kreeg tevens de beheerscontracten en exploitatierechten van de kantines van de Seinpaal en Opperdam. Het bedrijfsbureau verhuisde ook naar de Opperdam en bevindt zich daar nog steeds. Hiermee kregen de 350 leden en ongeveer 130 vrijwilligers eindelijk een nieuwe thuishonk.
Voor het seizoen 2010 waren de verwachtingen torenhoog. De ploeg won wederom onder leiding van Vlijm voor de vierde maal de Supercup, bereikte de derde ronde van de Europacup ten kostte van Maccabi Rishon le Zion uit Tel Aviv; won de 2e keer de Beneluxliga in Antwerpen; en won voor de 5e maal in de geschiedenis het Nederlands kampioenschap ten koste van Limburg Lions.
In 2010 werd het bedrijfsbureau van Sport-koepel en de HV fysiek losgekoppeld om de effectiviteit te verhogen van beide organisaties en werd de Combinatie Functie opdracht gerealiseerd. Een samenwerkingsverband werd geïnitieerd door HV Volendam met FC Volendam. De gedachtegoed was met name om samen op te trekken en elkaar te versterken op diverse gebieden. Eind 2010 werd Turnvereniging Mauritius ook toegevoegd aan de samenwerkingsverband. Direct werd een idee uitgewerkt en gerealiseerd de Don Bosco Topsportklassen. Alle talenten van HV Volendam, FC Volendam en Mauritius met een vmbo, havo of vwo advies worden gebundeld in sportklassen. Deze ontstane mengklassen vmbo-havo en havo-vwo van de eerste en tweede leerjaren krijgen één uur extra gym in totaal vier per week. Twee ervan worden gegeven door de toptrainers van de samenwerkende clubs.
Hiernaast heeft HV Volendam de samenwerking geïnitieerd Tophandbal Noord Holland, waar HV Volendam, HV Aalsmeer, Westfriesland/SEW en VOC samenwerken op diverse gebieden. Ook ondersteunt de club de Handbalschool Noord Holland waarin de top 30 jongens en top 30 meiden van Noord Holland in trainen.

### Commerciele professionalisering en verjonging (2011 - 2016)
In de planning van de club is gezocht naar een professionalisering van de commerciële tak van de handbalvereniging. Hiervoor is handbal international Matthijs Vink aangesteld in combinatie met speler van HV Volendam. Op 24 september 2011 had KRAS/Volendam voor de vijfde maal de Super Cup gewonnen. De wedstrijd werd gespeeld tegen Hurry Up en werd gewonnen met 28-25. In de Europacup 2e ronde werd handbal grootmacht HBC Nantes uit Frankrijk geloot en ervan verloren.
Op 4 maart 2012 wonnen de handballers van KRAS/Volendam voor de derde keer op rij de BeNeLuxliga. In de finale werd de Belgische kampioen Initia Hasselt met 30-24 verslagen. Tevens werd op 17 mei 2012 in de Topsporthal te Almere van Aalsmeer met 27-19 voor de vijfde maal in de geschiedenis de Beker van Nederland. De Best of Three serie van 2012 speelde Volendam tegen de Limburg Lions driemaal voor meer dan 1200 toeschouwers, maar ook twee maal voor meer dan 2.000.000 televisiekijkers. HV Volendam weet uiteindelijk te winnen van Limburg Lions. Deze prijs betekende ook het vertrek van de trainer Martin Vlijm die vervangen werd door oud-international Mark Schmetz. Ook werd afscheid genomen van Barry Koenders, een van de meest succesvolle spelers uit de geschiedenis van de club.
Het eerste seizoen onder trainer Mark Schmetz werd gelijk succesvol. Schmetz probeerde veel jeugd in het eerste team te passen. Het seizoen begon met een uitstekende Europese prestatie. Volendam speelde mee in de EHF cup en versloeg het Zwitserse BSV Bern Muri thuis met 26-23 en daarna uit met 18-25. In de tweede ronde werd het gekoppeld aan het Slowaakse RK Cimos Koper. Thuis werd nipt verloren met 31-32, maar in het uitduel werd na een eindstand van 25-27 het toernooi erop. Later dat seizoen behaalden de Volendammers de Final Four van de Beneluxliga. Daarin versloeg het Hasselt met 23-26, waarna Achilles Bocholt wachtte in de finale. Dit keer greep het naast een prijs: de Belgen wonnen met 35-29. Wel grepen de Volendammers ten koste van Limburg Lions de titel en de beker. In de bekerfinale won het met 27-28. Na de 24-22 overwinning in de eerste wedstrijd bij de Best of Three in Volendam, won Lions de tweede wedstrijd met 26-23. Een beslissingsduel moest eraan te pas komen. Deze werd door de Volendammers met 28-24 gewonnen, de vierde op rij. Daarmee plaatse KRAS/Volendam zich tevens voor de kwalificatieronde van de Champions League.
Het seizoen 2013-2014 begon met een trip naar Porto, waar Volendam het opnam tegen het Roemeense Constanta en het Noorse Helverum. Deze wedstrijden werden met 34-25 en 24-32 verloren. Volendam stroomde door naar de kwalificatieronde van de EHF Cup, waarin het Sporting CP trof. Maar ook de Portugezen bleken een maatje te groot: 30-18 en 32-35. In de Beneluxliga eindigde Volendam eerste in de groep en nam zo deel aan de Final Four. Hierin werd het in de halve finale na verlenging uitgeschakeld door Limburg Lions (30-35), waarna ook Bocholt in de troostfinale de sterkste was (31-28). In strijd om het landskampioenschap, dat dit seizoen over een halve (twee wedstrijden) en een hele finale ging (drie wedstrijden). Volendam won in de eerste wedstrijd in de halve finale zeer overtuigend van en bij Limburg Lions met 24-26. In de return gaven de Volendammers in de slotfase alles uit hangen. De Limburgers gooiden in de slotseconden de 23-26 binnen, een goal die goed was voor een finaleplaats. De titel ging uiteindelijk naar Bevo HC. Wel was de beker weer voor Volendam. In Almere nam de ploeg revanche op Limburg Lions door met 22-27 te winnen. Een wedstrijd die in het teken stond van de afzwaaiende Niels Reijgersberg, Tom Schilder, Jasper Snijders, Jasper Adams, Jan Kes, Simon Molenaar en Jeroen Hemmes.

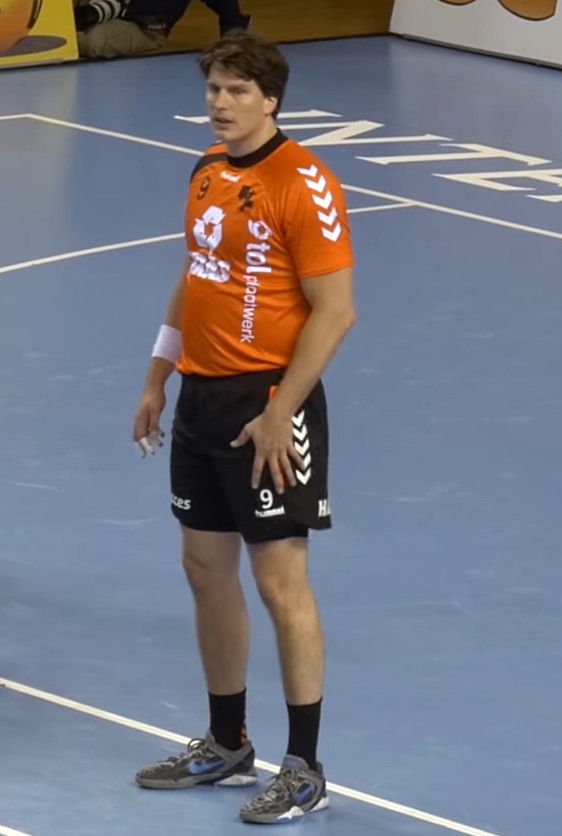
Joey Duin tijdens de Best of Three in 2015 tegen Limburg Lions (28-34).

Voor het eerst sinds lange tijd kende HV Volendam in het seizoen 2014-2015 een periode zonder prijzen. Volendam acteerde in de eerste ronde van de EHF Cup tegen het Slowaakse HK Topolcany. Thuis werd het 23-23 waarna er uit met 29-32 verloren werd. Dit seizoen was tevens het begin van de vernieuwde versie van de Beneluxliga: de BENE-League. Volendam wist zich met een zesde plaats niet te kwalificeren voor de Final Four. De Volendammers bereikte ook dit seizoen de finale van de beker en het landskampioenschap. Limburg Lions was in de bekerfinale de sterkste: 29-25. In Sporthal Opperdam grepen de Limburgers voor het eerst in de geschiedenis het kampioenschap. Het werd 28-34.
Met een nog meer uitgedunde groep (Joey Duin en Martijn Cappel zwaaiden af) en aangevuld met gerichte aanwinsten als Dennis Schellekens en Jan Josef en de talentvolle Dani Baijens, begonnen de Volendammers het seizoen 2015-2016 met een succesvolle Europese ronde in de EHF Cup. HC Lovcen Cetinje uit Montenegro werd over twee wedstrijden in Volendam (HC Lovcen Cetinje zag ervan af om de thuiswedstrijd te spelen in eigen land) verslagen met 18-30 en 34-23. In die wedstrijden maakte onder andere Volendammer Rick Zwarthoed zijn debuut voor Volendam. SKA Minsk was in de volgende ronde de sterkste. Na een 25-32 thuisnederlaag ging de ploeg in Wit-Rusland in een gigantische (ijshockey)sporthal met een capaciteit van zo’n tienduizend personen onderuit met 32-30. Daarna was er wél succes: Volendam pakte de Supercup door bij en van Limburg Lions te winnen met 24-23. Later dat seizoen kenden de Volendammers ook enkele pijnlijke nederlagen en wist het team van Schmetz niet door te dringen tot de Final Four of de finales om de landstitel of de beker. Volendam was heel dichtbij plaatsing voor de bekerfinale, maar in de halve eindstrijd was Lions na verlenging de sterkste: 34-35.

### Opkomst dameskant (2016 - heden)
De ervaren trainer Piotr Konitz werd voor het seizoen 2016-2017 aangesteld als nieuwe coach van Volendam. De jonge Volendammers kenden een het zwaar te verduren in Frankrijk, waarin er tegen de Franse topclub Chambery Savoie werd gespeeld. Logischerwijs zegevierden de Fransen over twee wedstrijden: 31-23 en 16-36. Het team kende gedurende het seizoen veel blessuregevallen. Maurits van Buren raakte tegen Chambéry ernstig geblesseerd aan zijn knie, terwijl ook Diego Jacobs lang uit de roulatie zijn. Maar ook andere grote en minder grote pijntjes speelde het team parten, waardoor onder andere Tom Schilder zijn rentree maakte bij Volendam. Onder leiding van Konitz weet Volendam geen enkele prijs te pakken.
In 2017 keert Peter Portengen terug naar het herenteam van Volendam als trainer. In 2019 weet Volendam de Beker van Nederland te winnen ten koste van Limburg Lions. In Almere werd het 31-30.

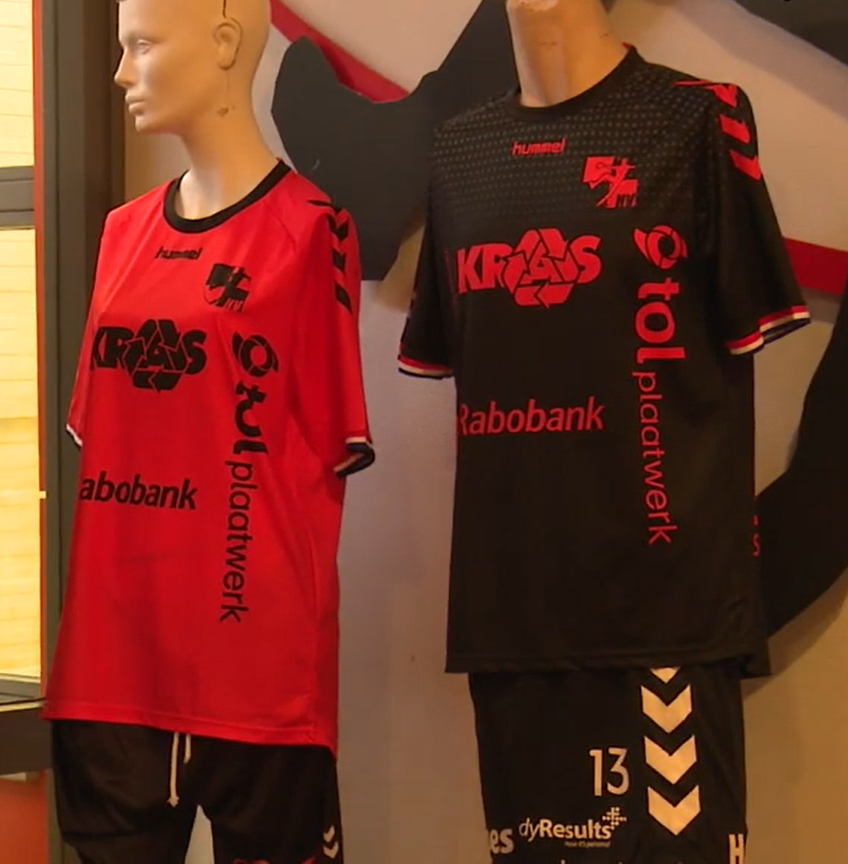
Tenues van Volendam anno 2019

In 2016 kwamen het eerste damesteam van Volendam nog uit op afdelingsniveau. Na kampioenschappen in 2016/17 (Hoofdklasse) en in 2017/18 (Tweede divisie) promoveerde de dames van Volendam in 2018/19 en dwongen al in de eerste seizoen een periodetitel af waar ze een ticket kreeg om nacompetitie te kunnen spelen. Door de terugtrekking van Dalfsen uit de eredivisie komt de play-off tussen Volendam en Borhave, de nummer voorlaatst op het hoogste niveau, te vervallen en zijn beide teams zeker van eredivisie handbal in 2019/20.
In 2019 werd Hans van Dijk aangesteld als nieuwe coach van de herenkant van Volendam. In 2021 heeft Volendam na het plotse vertrek van de coach van Dijk een nieuwe hoofdtrainer: de Amerikaan Mark Ortega die in 2020 werd aangetrokken als coach van de damesploeg van Volendam.

## Selectie
De voorlopige selectie van het eerste herenteam van KRAS/Volendam van het seizoen 2020/21.
| Nr.          | Naam             | Nationaliteit | Geboortedatum | Vorige club   |
| ------------ | ---------------- | ------------- | ------------- | ------------- |
| Keepers      |                  |               |               |               |
| 1            | Evan de lange    | Nederland     | 26-08-2004    | RKHV Quintus  |
| 16           | Mike Zwarthoed   | Nederland     | 04-10-1998    | Eigen Jeugd   |
| 21           | Craig McClelland | Schotland     | 08-08-1990    | Vitória       |
| Hoekspeler   |                  |               |               |               |
| 2            | Robin Nagtegaal  | Nederland     | 21-01-1999    | Hellas        |
| 3            | José Poças       | Portugal      | 23-8-1994     | FC Gaia       |
| 4            | Thimo Axt        | Nederland     | 04-06-2004    | RKHV Quintus  |
| 7            | Wessel Blokzijl  | Nederland     | 11-09-2000    | Kleine Sluis  |
| Opbouwspeler |                  |               |               |               |
| 7            | Terry Coesel     | Nederland     | 08-02-97      | Aristos       |
| 9            | Jordy Baijens    | Nederland     | 24-04-1992    | HARO          |
| 10           | Jelmer de Vries  | Nederland     | 11-10-2001    | HV Cometas    |
| 11           | Lucas Schneider  | Duitsland     | 25-08-1995    | TuS Fendorf   |
| 13           | Stefan van Gils  | Nederland     | 04-03-1998    | Bevo HC       |
| 23           | Marc Kok         | Nederland     | 25-11-1995    | Eigen jeugd   |
| 24           | Oskar Schöll     | Duitsland     | 24-03-2001    | SC Magdeburg  |
| 39           | Tim Roefs        | Nederland     | 31-10-2000    | Limburg Lions |
| Cirkelspeler |                  |               |               |               |
| 5            | Roy Loch         | Nederland     | 08-06-2003    | Eigen Jeugd   |
| 6            | Jeroen Roefs     | Nederland     | 28-10-1998    | Limburg Lions |
| 8            | Evert Kooijman   | Nederland     | 28-01-1996    | Bocholt       |

Technische staf
| Functie         | Naam             | Nationaliteit | Geboortedatum |
| --------------- | ---------------- | ------------- | ------------- |
| Hoofdtrainer    | Geert Hinskens   | Nederland     | -             |
| Assistent-coach | Gerrie Eijlers   | Nederland     | --            |
| Teammanager     | Tatjana Simoiu   | Nederland     | -             |
| Fysiotherapeut  | Dennis van Royen | Nederland     | -             |

## Lijst van Trainers
Heren
- 2000–2002:  George van Noesel
- 2002–2003:  Oleg Boiko
- 2003–2007:  Peter Portengen
- 2007–2009:  Maurice Canton
- 2009–2012:  Martin Vlijm
- 2012–2016:  Mark Schmetz
- 2016–2017:  Piotr Konitz
- 2017–2019:  Peter Portengen
- 2019–2021:  Hans van Dijk
- 2021–2022:  Mark Ortega
- 2022–heden:  Geert Hinskens

Dames
- 0000–0000:  Ronald de Jong
- 0000–2013:  Pauline Plat
- 2013–2015:  Wim Snijders
- 2015–2016:  Pim Ligthart
- 2016–2020:  Ruud van den Broeck
- 0000–2020:  Mark Neeft (a.i.)
- 0000–2020:  Mark Ortega
- 0000–2021:  Sabrina van der Mast (a.i.)
- 2021–2022:  Serge ter Horst
- 2022–2024:  Zsigmond Makay
- 0000–2021:  Maurits van Buren (a.i.)
- 2024–0000:  Debbie Bont

## Resultaten

### Heren (1980 - heden)
- 1980 3e
Eerste divisie A
- 1981 2e
Eerste divisie A
- 1982 2e
Eerste divisie A
- 1983 2e
Eerste divisie A
- 1984 4e
Eerste divisie A
- 1985 3e
Eerste divisie A
- 1986 4e
Eerste divisie A
- 1987 7e
Eerste divisie A
- 1988 7e
Eerste divisie A
- 1989 4e
Eerste divisie A
- 1990 3e
Eerste divisie A
- 1991 5e
Eerste divisie A
- 1992 5e
Eerste divisie A
- 1993 4e
Eerste divisie A
- 1994 10e
Eerste divisie A
- 1995 8e
Eerste divisie A
- 1996 7e
Eerste divisie A
- 1997 1e
Eerste divisie A
- 1998 6e
Eredivisie
- 1999 9e
Eredivisie
- 2000 1e
Eerste divisie A
- 2001
- 2002 7e
Eredivisie
- 2003 4e
Eredivisie
- 2004 5e
Eredivisie
- 2005 1e
Eredivisie
- 2006 1e
Eredivisie
- 2007 1e
Eredivisie
- 2008 2e
Eredivisie
- 2009 3e
Eredivisie
- 2010 1e
Eredivisie
- 2011 1e
Eredivisie
- 2012 1e
Eredivisie
- 2013 1e
Eredivisie
- 2014 4e
Eredivisie
- 2015 2e
Eredivisie
- 2016 5e
Eredivisie
- 2017 2e
Eredivisie
- 2018 3e
Eredivisie
- 2019 2e
Eredivisie
- 2020 5e
Eredivisie
- 2021 5e
HandbalNL League
- 2022 2e
HandbalNL League
- 2023 2e
HandbalNL League

- HandbalNL League
- Eredivisie
- Eerste divisie

- 2001 is Volendam tijdelijk uit de competitie gestapt door de Cafébrand in Volendam.

### Dames (2016 - heden)
- 2016 1e
Eerste klasse
- 2017 1e
Hoofdklasse D
- 2018 1e
Tweede divisie A
- 2019 3e
Eerste divisie
- 2020 8e
Eredivisie
- 2021
Eredivisie
- 2022 8e
Eredivisie
- 2023 8e
Eredivisie
- 2024 10e
Eredivisie

- Eredivisie
- Eerste divisie
- Tweede divisie
- Hoofdklasse
- Eerste klasse

## Erelijst

### Heren
| Benelux               |    |                                                                                 |
| Kampioen BENE-LIGA    | 1x | 2009/10                                                                         |
| Kampioen Benelux Liga | 2x | 2010/11, 2011/12                                                                |
| Nationaal             |    |                                                                                 |
| Landskampioenschap    | 7x | 2004/05, 2005/06, 2006/07, 2009/10, 2010/11, 2011/12, 2012/13                   |
| Bekerwinnaar          | 8x | 2005/06, 2006/07, 2007/08, 2008/09, 2009/10, 2011/12, 2012/13, 2013/14, 2018/19 |
| Supercup              | 7x | 2005, 2006, 2009, 2010, 2011, 2012, 2015                                        |
| Eerste divisie        | 2x | 1996/97, 1999/00                                                                |

### Dames
| Competitie     | Aantal | Jaren   |
| -------------- | ------ | ------- |
| Nationaal      |        |         |
| Tweede divisie | 1x     | 2017/18 |
| Hoofdklasse    | 1x     | 2016/17 |
| Regionaal      |        |         |
| 1e Klasse      | 1x     | 2015/16 |